# 喬治五世王室勳章
喬治五世王室勳章（英語：Royal Family Order of George V）是由英王喬治五世授予英國王室女性成員的榮譽。勳章在喬治五世去世後不再頒授，而於2022年9月8日離世的英女王伊莉莎白二世則是最後一名在世的獲授勳者。
喬治五世王室勳章的襟章上繪有穿著海軍制服的喬治五世本人。肖像鑲嵌於橢圓形的鑽石邊框之內，邊框上則鑲有一頂王冠，並懸掛在淡藍色佩帶上。勳章共有四種大小：最大的被授予喬治五世的妻子瑪麗王后和母親亞歷山德拉王后，其次則依序是他的女兒和兒媳、孫女，以及其餘獲授勳的女性王室成員。

## 已知獲授勳者
- 瑪麗王后：喬治五世的妻子[2][3]
- 亞歷山德拉王后：喬治五世的母親[3]
- 哈伍德伯爵夫人瑪麗長公主：喬治五世的女兒[3]
- 路易絲長公主：喬治五世的妹妹[3]
- 維多利亞公主：喬治五世的妹妹[3]
- 挪威的莫德王后：喬治五世的妹妹[3]
- 什勒斯維希-霍爾斯坦的克里斯蒂安親王妃：喬治五世的姑姑[3]
- 阿蓋爾公爵夫人路易絲公主：喬治五世的姑姑[3]
- 巴騰堡的亨利王子妃：喬治五世的姑姑[3]
- 康諾特和斯特拉森公爵夫人：喬治五世的叔母[3]
- 奧爾巴尼公爵夫人：喬治五世的叔母[3]
- 約克公爵夫人：喬治五世的兒媳，後為伊莉莎白王太后[3]
- 肯特公爵夫人：喬治五世的兒媳，後為肯特公爵夫人瑪麗娜郡主[3]
- 告羅士打公爵夫人：喬治五世的兒媳，後為格洛斯特公爵夫人愛麗斯王妃[3][4]
- 約克的伊莉莎白公主：喬治五世的孫女，後為女王伊莉莎白二世[3]
- 約克的瑪格麗特公主：喬治五世的孫女，後為史諾登伯爵夫人瑪格麗特公主[3]
- 阿斯隆伯爵夫人愛麗絲公主：喬治五世的堂妹[3]
- 康諾特的亞瑟王妃：喬治五世的外甥女[3]
- 莫德公主（英语：Maud Carnegie, Countess of Southesk）：喬治五世的外甥女[3]